# Tissu bêta

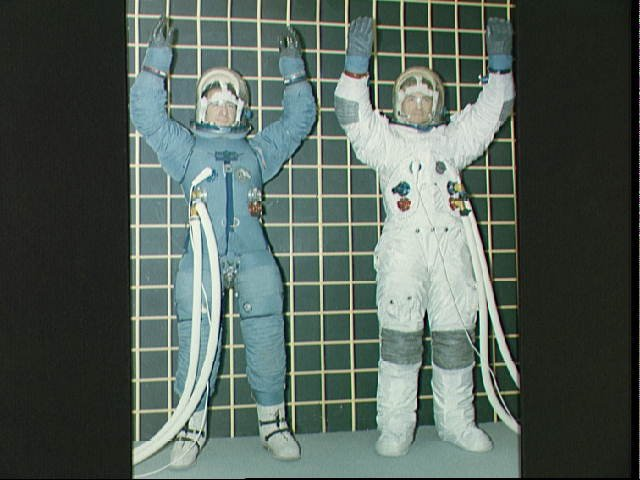
Combinaison Apollo avant et après l'addition de tissu bêta.

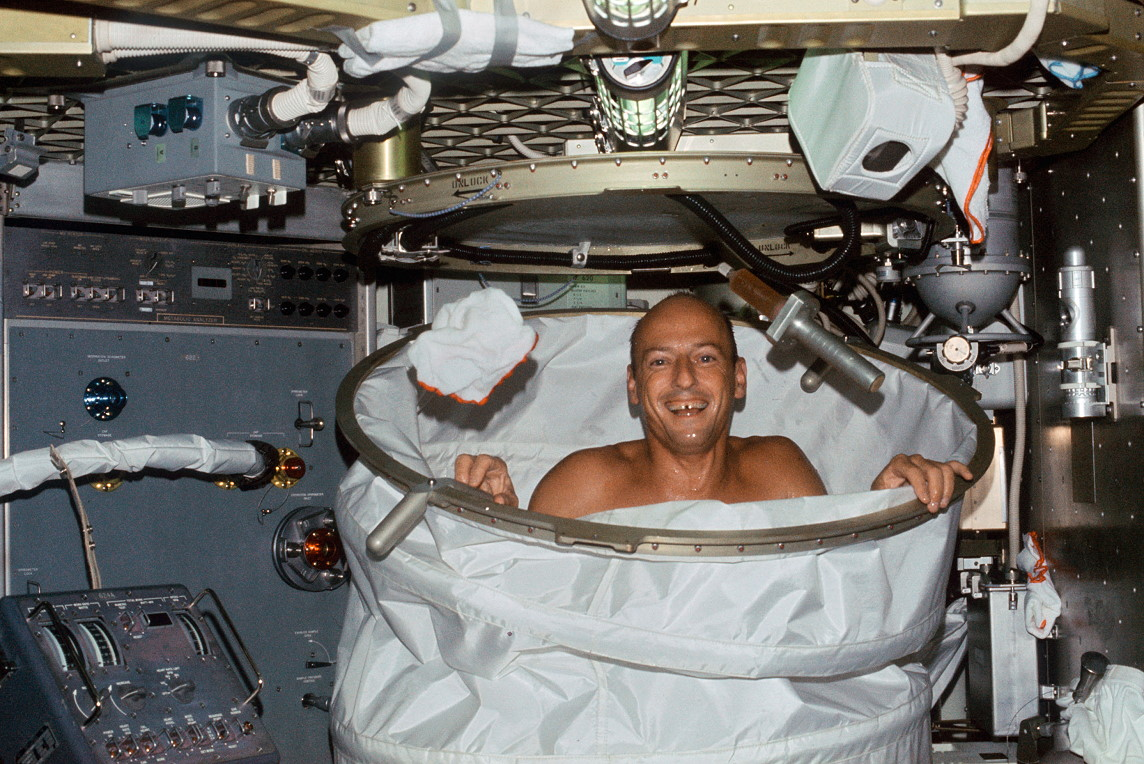
L'astronaute Charles Conrad dans la cabine de douche Skylab en 1973, faite de tissu bêta tissés entre deux cercles métalliques.

Le tissu bêta (en anglais : Beta cloth) est un type de tissu ignifuge en fibres de silice, similaire à la fibre de verre, utilisé dans la fabrication des combinaisons spatiales (combinaison spatiale A7L et Thermal Micrometeoroid Garment (en) par exemple) et dans d'autres applications spécialisées (la cabine de douche Skylab ou la baie de chargement de la navette spatiale américaine par exemple).

## Description
Le tissu bêta ne brûle et ne fond qu'à des températures supérieures à 650 °C. Pour réduire sa tendance à se froisser ou à se déchirer lors de la manipulation et à augmenter sa durabilité, les fibres sont recouvertes de téflon et là où une résistance supplémentaire à l'usure est nécessaire, des patchs externes en tissu métallique Chromel-R sont utilisés.
Un tissage serré de tissu bêta le rend plus durable contre l'exposition à l'oxygène atomique (O). Cette capacité en fait un matériau couramment utilisé comme couche extrême dans l'isolation multicouche pour l'espace. Il est utilisé de manière significative sur la navette spatiale américaine et la station spatiale internationale.
Il est mis en œuvre dans les combinaisons spatiales de la National Aeronautics and Space Administration (Nasa) après l'accident meurtrier d'Apollo 1 en 1967, dans lequel les combinaisons de nylon des astronautes ont brûlé.